# Peruonto
Peruonto est un conte figurant dans le Pentamerone (I-3), recueil de contes merveilleux – premier en son genre –, publié en napolitain vers 1635, œuvre posthume de Giambattista Basile.

## Résumé
Ceccarella a un fils, Peruonto, qui, pour le malheur de sa mère, est d'une stupidité sans pareille. Elle parvient non sans mal à l'envoyer chercher du bois dans la forêt, de façon à pouvoir faire du feu et cuire du chou. Arrivé dans une plaine, le garçon rencontre trois jeunes gens endormis près d'une rivière. Considérant qu'ils doivent avoir très chaud sous le soleil, il coupe des branches d'un chêne et leur fabrique une tonnelle. À leur réveil, les trois jeunes gens constatent la bienveillance dont Peruonto a fait preuve à leur égard et, comme ils sont les fils d'une fée, ils lui accordent le pouvoir que se réalise tout ce qu'il demandera.
Peruonto poursuit son chemin et arrive dans la forêt, où il rassemble un énorme tas de bois, mais il s'aperçoit qu'il est incapable de le transporter. Il s'exclame qu'il souhaiterait que le tas de bois soit comme un cheval qui le transporte sur son dos. Aussitôt, le tas de bois se met en branle et, comme si c'était un cheval, l'emmène au grand galop. Le cavalier insolite arrive près du palais du roi. Vastolla, la fille du roi, le voit et éclate de rire. Peruonto la voit lui aussi, et dit qu'il souhaiterait être son mari et qu'alors, il la guérirait de se moquer de lui. Puis il rentre chez sa mère.
Le roi songe à marier sa fille. Il invite tous ceux qu'il connaît à venir saluer la princesse, mais celle-ci refuse de leur parler et dit à son père qu'elle ne veut épouser nul autre que celui qui chevauchait le tas de bois. Le roi, excédé par ce caprice, rassemble son conseil pour discuter d'une façon de punir sa fille. Les conseillers disent au roi que le gredin à l'origine du problème mérite lui aussi d'être châtié, ce sur quoi le roi est d'accord.
Le roi organise un grand banquet auquel il invite tous ses nobles et tous les gentilshommes du royaume. Il compte que Vastolla, si elle aperçoit celui dont elle s'est entichée, réagira, et on pourra dès lors lui mettre la main dessus. Le banquet a lieu, mais Vastolla, devant qui on fait défiler tous les invités, demeure imperturbable. Les conseillers du roi incitent alors celui-ci à donner un second banquet, où cette fois sont conviés à se rendre tous les hommes de basse condition. Peruonto, poussé par sa mère, y va et, quasiment sitôt qu'il entre dans la salle du banquet, Vastolla le voit et s'écrie que c'est là son chevalier au fagot. Considérant le physique fort peu avenant du chevalier en question, ajouté à sa basse extraction, le roi reste perplexe puis, en colère, demande à ses conseillers de décider d'une sentence pour sa fille et ce piteux bien-aimé. Ils décident d'enfermer le couple dans un tonneau puis de le jeter à la mer. Des dames de Vastolla, par leurs pleurs, obtiennent qu'on place également dans le tonneau un panier de raisins et de figues séchées.

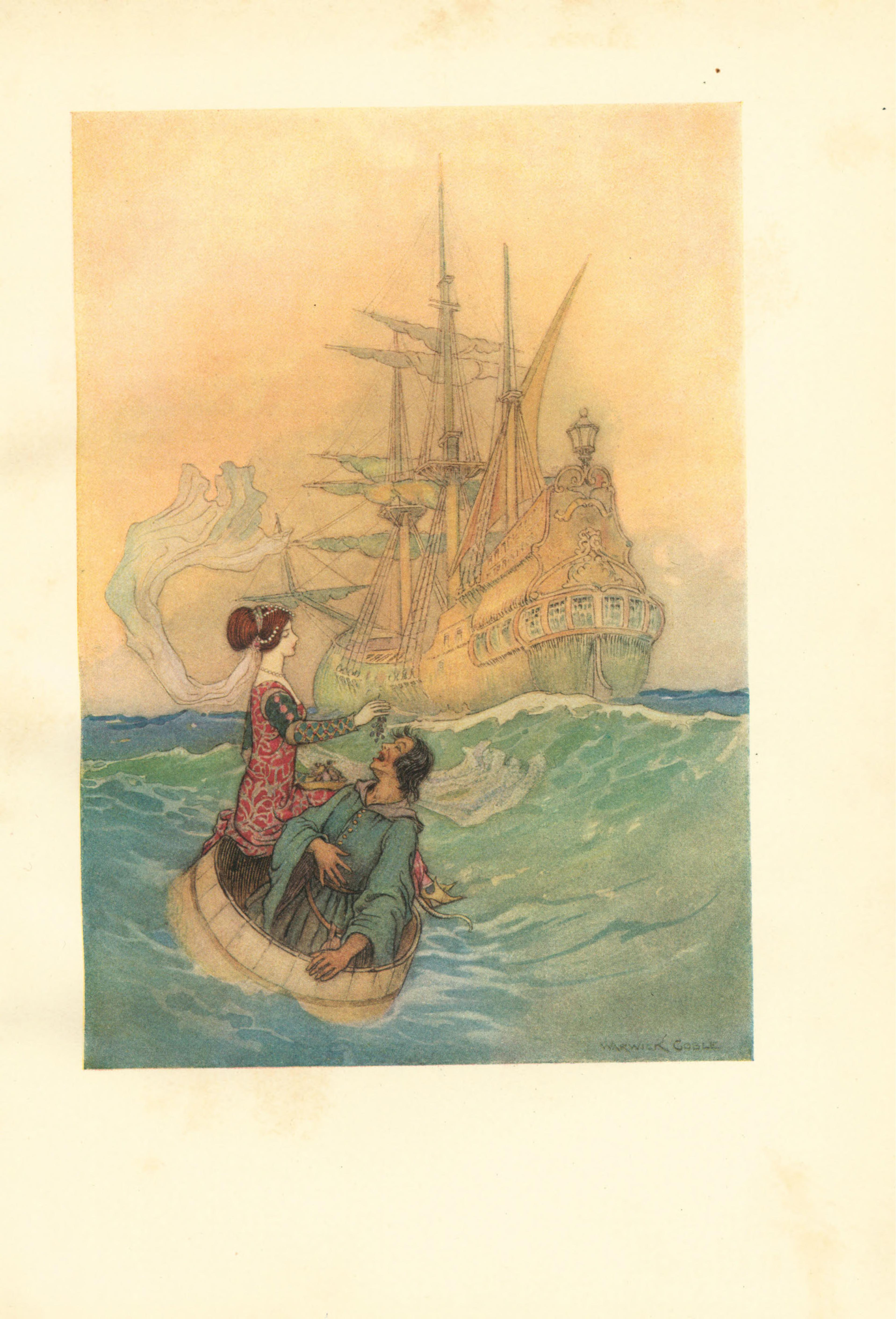
Illustration de Warwick Goble (1911).

À bord de la sinistre embarcation, Vastolla se lamente. Cependant, en échange d'une poignée de raisins et d'une poignée de figues, elle obtient de Peruonto des explications ; ainsi lui parle-t-il de sa rencontre avec les trois jeunes gens et du charme dont ils l'ont doué. Pour le même prix, elle fait en sorte que Peruonto change le tonneau en un navire fort décent, avec tout son équipage, puis, toujours pour des raisins et des figues, qu'il le change en un magnifique palais. Voyant que tout cela réussit, à sa plus grande satisfaction, elle demande enfin à Peruonto, pour le peu que cela lui coûte, de se muer en beau jeune homme, paré de belles manières. Ils peuvent alors se marier et vivent longtemps heureux.
Entre-temps, le roi a vieilli et est devenu triste. On lui conseille, pour se divertir, de partir à la chasse. Surpris par la nuit pendant qu'il chasse, lui, avec les courtisans qui l'accompagnent, trouve refuge dans un palais, où il est accueilli par deux petits garçons. Le roi s'installe à une table qui, par magie, se couvre d'une nappe et de toutes sortes de plats de viande. Assez surpris, il ne s'en régale pas moins, sous le regard des enfants, et dans l'ambiance d'une musique de luths et de tambourins, sortie dont ne sait où. Après le festin, il voit apparaître un lit d'or, dans lequel il se couche. Ses gens de cour, dans d'autres salles, ont droit au même traitement.
Le lendemain, le roi se réveille et souhaite remercier les deux enfants. Ceux-ci apparaissent en compagnie de Vastolla et de son mari. La princesse se jette aux pieds de son père et lui raconte toute l'histoire. Le roi est heureux d'apprendre qu'il a deux beaux petits-enfants, et une fée pour gendre. Il embrasse les deux garçonnets, et tous s'en retournent à la ville, où a lieu une grande fête qui dure plusieurs jours.

## Classification
Dans la classification des contes-types d'Aarne et Thompson, Peruonto est rangé dans les contes de type AT 675 « Le Garçon paresseux ». Sont également de ce type les contes Pierre le Fou de Giovanni Francesco Straparola (Les Nuits facétieuses, III-1) et Jean le Bête, conte recueilli par les frères Grimm (KHM 54a).

## Commentaire
[...]

## Sources et bibliographie

### Texte en ligne
- (en) « Peruonto », d'après la traduction en anglais de John Edward Taylor (version censurée). – sur le site surlalune.com

### Ouvrage de référence
- (fr) Paul Delarue, Marie-Louise Ténèze, Le Conte populaire français, édition en un seul volume reprenant les quatre tomes publiés entre 1976 et 1985, Maisonneuve et Laroze, coll. « Références », Paris, 2002  (ISBN 2-7068-1572-8). Tome 2 (1964), p. 584-592.